# 新洞人
新洞人（英文：Xindong Man）是指齿冠特征与时间介于北京猿人和山顶洞人之间的原始人类。该人种发现于周口店地区附近，生存时间为13.5至17.5万年前。 新洞人的发现给北京猿人到山顶洞人间增添了一个极其重要的中间环节，填補了中間的空缺。該人種代表性的出土文物有新洞人的牙齿与用火灰烬等等。